# Midrash des Lamentations
Lamentations Rabba (hébreu: מדרש איכה רבה Midrash Eikha Rabba) est un midrash sur le Livre des Lamentations. 
Composé au Ve siècle ou au VIIe siècle en Palestine byzantine, il fait partie des midrashim les plus anciens avec Bereshit Rabba et la Pessikta de Rav Kahana. Il comprend 36 peti’htot (« introductions ») et cinq chapitres d’interprétations.Tantôt exégétiques, tantôt homilétiques, elles amplifient et élaborent sur les cinq élégies du Livre des Lamentations, écrites pour la chute du premier Temple, leur trouvant des échos avec la destruction du second Temple qui se produit quelque six cents ans plus tard ainsi qu’avec la chute de Beitar qui conclut la révolte de Bar Kokhba. Pour ces raisons, Lamentations Rabba est considéré comme une lecture particulièrement appropriée au jeûne du 9 av, et a inspiré plusieurs kinot récitées en ce jour.

## Datation et appellations de l’ouvrage
Eikha Rabba fait partie des Midrashim compilés par les Amoraïm de la terre d’Israël peu après la clôture du Talmud de Jérusalem. Il est postérieur à Genèse Rabba et à la Pessikta deRav Kahana mais les tentatives de le dater après la conquête arabo-musulmane ne sont pas concluantes (le rabbin Zunz cite par exemple Lamentations Rabba 1:14 où figure « Ishmaël » mais il semble que la version soit faussée et qu’il faille lire en lieu et place « Seïr »).
Le midrash est cité, peut-être pour la première fois, par Hananel ben Houshiel sous le nom d’Aggadat Eikha. Il est également mentionné dans les Avot deRabbi Nathan sous l’appellation de Meguilat Eikha et d’autres auteurs le connaissent sous les noms de Midrash Kinot, Meguilat Kinot ou Midrash Eikha. On désigne par le nom d’Eikha Rabbati (rabbati provient de Lamentations 1:1 et n’est pas synonyme de Rabba) les nombreux extraits de ce midrash repris dans le Yalkout Shimoni, aux côtés d’un autre midrash sur les Lamentations, dénommé Eikha Zoutta par Salomon Buber.
Il semble exister deux versions différentes d'Eikha Rabba, la première (A), dite séfarade, étant celle qui circulait au Moyen Age en Espagne, en Afrique du Nord et, sous une forme abrégée, au Yémen (Cambridge Add. 495), la seconde (B) étant connue en Provence, en Italie, en Allemagne et dans le nord de la France (Parme 2559) ; la différence entre les versions pourrait être due à leur milieu d’origine — l’une, couchée sur papier pour la première fois dans l’empire byzantin se serait fondée sur des sources écrites tandis que l’autre, apparue en Babylonie, serait tributaire d’une transmission orale avec ce que cela implique de plus grande variabilité et d’inclusion d’autres matériaux rabbiniques au Midrash des Lamentations. La première édition du livre, basée sur la version A, paraît à Pesaro en 1519 ; Buber établit en 1899 une édition critique basée en grande partie sur la version A mais dont la section interprétative et les 32 dernières peti’htot sont tirés de la version B.

## Contenu

### Peti’htot
Lamentations Rabba s’ouvre sur 36 peti’htot qui établissent un lien entre les versets des Lamentations et d’autres livres bibliques. Vestiges de leçons et sermons synagogaux sur le Livre des Lamentations, elles occupent plus du quart de l’ouvrage et constituent une collection en elles-mêmes, bien qu’elles soient probablement du même auteur que le reste du midrash.

Elles puisent, comme Bereshit Rabba, aux mêmes sources que le Talmud de Jérusalem et la Pessikta deRav Kahana, empruntant également à ces derniers et réciproquement.
Ainsi, la peti’hta à l’un des discours sur Lamentations commentant sur Osée 6:7 (« tandis qu'eux à la façon des hommes [kè-adam] ont transgressé l'alliance et, depuis lors, me sont devenus infidèles. »), se retrouve en Bereshit Rabba 19 comme commentaire à Genèse 3:9 (« L'Éternel-Dieu appela l'homme [ha-adam], et lui dit: "Où es-tu?" »), et la fin de cette peti’hta, qui fait le lien avec Lamentations 1:1 (« Hélas! Comme [eikha] elle est assise solitaire, la cité naguère si populeuse! »), se retrouve dans les Pessiktot, en commentaire sur Isaïe 1:21 (« Ah! Comment [eikha] est-elle devenue une prostituée, la Cité fidèle ? Etc. ») qui fait partie de la haftara pour le chabbat précédant le 9 av.
De même, les seconde et quatrième introductions de la Pessikta sont repris verbatim dans les peti’htot de Lamentations Rabba et les première et cinquième peti’htot de ce midrash se retrouvent sous une forme tronquée ou altérée dans la Pessikta. En revanche, certaines peti’htot de la Pessikta se retrouvent dans la section interprétative proprement dite de Lamentations Rabba, et représentent vraisemblablement un emprunt de l’auteur de cette dernière à la Pessikta.

### Section interprétative
La section interprétative de Lamentations Rabba couvre l’ensemble du Livre des Lamentations, à l’exception de quelques versets du chapitre 3.
Elle n’est pas sans rappeler Bereshit Rabba, avec son lexique riche en termes issus du grec, combinant les explications de phrases ou de mots difficiles à des interprétations et commentaires d’auteurs séparés par les époques et réunis par l’auteur du midrash. Là aussi, il semble y avoir eu des emprunts croisés entre Bereshit et Eikha Rabba, notamment lorsque les livres qu’ils commentent contiennent des passages ou expressions similaires (à l'instar de Genèse 8:9 — « [elle] ne trouva pas de point d'appui [manoa'h] pour la plante de ses pieds » — et Lamentations 1:3 — « [elle] demeure parmi les nations, sans trouver de repos [manoa'h] »). Lamentations Rabba comprend aussi des passages tirés des peti’htot et certains passages sont répétés lorsqu’une même expression ou le même phénomène se répètent en différents passages des Lamentations (comme l’inversion du pe et du ayin dans l’acrostiche de Lamentations 2 et Lamentations 3).
Reprenant les thèmes centraux du Livre qu’il commente, le midrash se distingue en outre par ses nombreuses amplifications narratives sur les malheurs de Jérusalem et du peuple juif, toutes époques confondues. Il fait en effet le rapprochement entre différents textes sans souci de temporalité, le Temple détruit peut être le premier comme le second et les ennemis du peuple juif, qu’ils aient nom Nabuchodonosor, Vespasien ou Hadrien, se croisent ou se côtoient puisque leurs actes et intentions aboutissent, d’un point de vue juif, au même résultat. Eikha Rabba déborde donc largement le sujet des Lamentations car il pleure, outre la chute du premier Temple, celle du second et la sanglante répression de la révolte de Bar Kokhba - au terme de laquelle Jérusalem est non seulement détruite mais reconstruite comme une ville païenne interdite aux Juifs, sur une terre qui ne s’appelle plus Judée mais Syrie-Palestine,.

#### Grandeur et décadence
Comme les Lamentations, Eikha Rabba pleure une belle ville populeuse dont la gloire rayonnait dans le monde, à présent dévastée, mais le midrash magnifie tant la grandeur de Jérusalem que sa décadence : chacune de ses vingt-quatre voies comportaient vingt-quatre portails qui avaient chacun vingt-quatre routes qui avaient chacune vingt-quatre rues qui avaient chacune vingt-quatre cours qui avaient chacune vingt-quatre maisons dans chacune desquelles il y avait deux fois plus d’habitants que les 600 000 qui étaient sortis d’Égypte (Lamentations Rabba 1:2). Chacun de ceux-ci comptait lui aussi parmi la fine fleur de l’humanité, au niveau esthétique, intellectuel, social et éthique et l’auteur multiplie les commentaires sur ce qui avait valu aux habitants de Jérusalem d’être appelés « les nobles fils de Sion » (Lamentations 4:2). Où qu’aille un Jérusalémite, on s’empressait de lui offrir une chaire (Lamentations Rabba 1:4) et par dix fois, Jérusalem et Athènes, épitome de la ville de sagesse, sont mis en contraste : un Athénien se montre incapable d’acquérir la sagesse hyérosolimitaine avant d’acheter l’un des habitants de Jérusalem en esclave, et même un enfant se montre intellectuellement supérieur aux Athéniens les plus distingués (Lamentations Rabba 1:5-13).
Plus dure en est la chute : les commentaires sur le verset 1:16 (ʿal èlè ani bokhia, litt. « sur ceux-là je pleure ») décrivent non seulement les massacres et privations qui entraînent le cannibalisme mais aussi la déchéance des plus nobles parmi ces nobles : Rabbi Eléazar ben Tzadok atteste avoir vu Myriam bat Nakdimon, fille de l’un des hommes les plus riches de la ville, réduite à chercher sa subsistance sous les sabots des chevaux à Acco (Lamentations Rabba 1:31), et Myriam bat Bœthus, issue d’une famille sacerdotale riche et distinguée, mourir traînée par des chevaux auxquels elle est liée par les cheveux (Lamentations Rabba 1:47). Viols et meurtres sont monnaie courante, et Myriam bat Tan’houm meurt en martyr après avoir vu ses sept fils exécutés l’un après l’autre par Hadrien, dans des conditions qui rappellent celles d’une autre mère de sept fils, en d’autres livres et d’autres temps (Lamentations Rabba 1:50). Les malheurs frappent aussi la classe sacerdotale, et le fils ainsi que la fille du prêtre Tsadok sont vendus comme esclaves à deux maîtres différents, le premier étant offert en salaire à une prostituée, la seconde étant échangée pour une barrique de vin.
Cependant, au-delà de ces atrocités qui sont le lot des lendemains de guerre pour les vaincus, la destruction de Jérusalem est rendue unique par celle de son Temple : si le midrash se félicite d’une part que la colère de Dieu se soit déversée sur le bois et la pierre plutôt que sur la chair et le sang (Lamentations Rabba 4:14), il insiste d’autre part sur la perte du centre spirituel de l’univers que ce Temple représente.

### Perles du midrash
- « Si l’on te dit qu’il y a de la sagesse parmi les nations, crois-le ; [si l’on te dit qu’il y a] de la Torah parmi les nations, ne le crois pas » (Lamentations Rabba 2:13)